# هيو ويلينغهام
هيو ويلينغهام (بالإنجليزية: Hugh Willingham)‏ هو لاعب كرة قاعدة أمريكي، ولد في 30 مايو 1906 في دالهارت في الولايات المتحدة، وتوفي في 15 يونيو 1988 في إلرينو في الولايات المتحدة.

## وصلات خارجية
- هيو ويلينغهام على موقعبيزبول رفرنس.كوم (الدوري الرئيسي) (الإنجليزية)